# Caerois protonoe
Caerois protonoe är en fjärilsart som beskrevs av Hans Fruhstorfer 1912. Caerois protonoe ingår i släktet Caerois och familjen praktfjärilar. Inga underarter finns listade i Catalogue of Life.